# Sam Eyde
Samuel Eyde (Arendal, 29 de outubro de 1866 — 21 de junho de 1940) foi um engenheiro, diplomata,inventor e industrial norueguês, fundador das empresas Norsk Hydro e Elkem. Notabilizou-se pelo desenvolvimento do processo Birkeland-Eyde de fixar quimicamente o azoto.

## Biografia
Nasceu em Arendal, filho do armador Samuel Eyde (1819–1902) e de sua esposa Elina Christine Amalie Stephansen (1829–1906). Era primo direito, pelo lado materno, de Alf Scott-Hansen.
Em agosto de 1895 casou com a condessa Ulla Mörner (1873–1961), mas o casamento foi dissolvido em 1912. Em fevereiro de 1913 casou com a atriz Elly Simonsen (1885–1960).
Eyde estudou engenharia em Berlim, onde se formou em 1891. Começou a sua carreira profissional em Hamburgo, trabalhando para empresas ferroviárias, para as quais planeou novas linhas, pontes e estações. Em 1897 iniciou a sua própria empresa, a Gleim & Eyde, em sociedade com o seu anterior chefe em Hamburgo. Estabeleceu escritórios da empresa em Cristiânia e Estocolmo. Nos anos finais do século XIX a sua empresa era uma das maiores da Escandinávia, empregando cerca de 30 enginheiros.
Eyde encontrou Kristian Birkeland num jantar em 1903. Ao tempo Birkeland estava a trabalhar o desenvolvimento de um arco eléctrico e Eyde tinha recentemente adquirido os direitos de exploração da energia hidráulica de diversas quedas de água na região norueguesa de Telemark. Percebendo o potencial que resultava da utilização da hidroeletricidade, concordaram colaborar no desenvolvimento de um forno aquecido por arco eléctrico. Deste acordo resultou a criação por Eyde da empresa Det Norske Aktieselskap for Eletrokemisk Industri (hoje Elkem) em sociedade com a família Wallenberg, que ele encontrara na Suécia. A primeira fábrica, em Notodden, começou a funcionar a 2 de Maio de 1905. Nesse mesmo ano fundou a Norsk Hydro-Elektrisk Kvælstofaktieselskab (actualmente Norsk Hydro). Eyde foi director-geral das duas empresas.
Sam Eyde foi diretor-geral da Norsk Hydro até 1917, ano em que se demitiu. Foi-lhe oferecido um lugar no conselho de administração, que manteve até 1925, uma compensação de 250000 coroas anuais durante 10 anos e uma pensão vitalícia de 100 000 coroas anuais. Em 1920, Eyde foi nomeado ministro-delegado da Noruega nos Estados Unidos. De 1920 a 1923 foi embaixador na Polónia.